# Lebutun (Sabuli)
Lebutun (Lebutu) ist ein Ortsteil des osttimoresischen Ortes Metinaro im Verwaltungsamt Metinaro (Gemeinde Dili).

## Geographie
Lebutun liegt südlich des Zentrums von Metinaro im Suco Sabuli. Nördlich verläuft die Überlandstraße, die die Landeshauptstadt Dili mit Manatuto weiter Im Osten verbindet. Innerhalb von Metinaro heißt sie Avenida de Metinaro. Im Nordwesten befindet sich der Ortsteil Manuleu und im Nordosten im Suco Wenunuc der Ortsteil Priramatan. Südlich eines Flusslaufs, der nur in der Regenzeit Wasser führt, wird die Besiedlung dünner und geht in den Hügeln in Brachland über. Administrativ gehört Lebutun zur Aldeia Behoquir.